# Crestline (Californie)
Pour les articles homonymes, voir Crestline.
Crestline est un village de Californie dans les montagnes de San Bernardino. Il comporte un lac nommé "Lake Gregory"

## Démographie
| 2000   | 2010   | - | - | - | - |
| ------ | ------ | - | - | - | - |
| 10 614 | 10 770 | - | - | - | - |